# Poder nacional
O Poder nacional é definido como a soma de todos os recursos disponíveis para uma nação em busca de objetivos nacionais.

## Elementos do poder nacional
O poder nacional é composto de vários elementos, também referidos como instrumentos ou atributos, estes podem ser agrupados em duas categorias com base em sua aplicabilidade e origem: "nacional" ou "social".
- Nacional:
  - Geografia
  - Recursos
  - População
- Social:
  - Economia
  - Política
  - Militar
  - Psicologia
  - Informação

## Aplicação
Facetas importantes da geografia, tais como localização, clima, topografia e o tamanho do papel desempenhado pela nação para adquirir um poder nacional. O local tem uma influência importante sobre a política externa de um país. A relação entre política externa e de localização geográfica deu origem à Geopolítica.
A presença de um obstáculo de água oferece proteção para os Estado-nações, como Grã-Bretanha, Japão e Estados Unidos, e permitiu para que o Japão seguisse políticas isolacionistas. A disponibilidade de grandes faixas litorâneas também permitiram que estas nações construissem fortes esquadras e expandissem seus territórios pacificamente ou pela conquista. Em contraste, a Polônia com nenhum obstáculo para se separar de seus vizinhos poderosos, perdeu a sua existência como nação independente, sendo dividida entre o Reino da Prússia, o Império Russo e o Império da Áustria de 1795 até a sua independência em 1918. O clima pode afetar a produtividade da agricultura russa, pela maioria da população estar concentrada em regiões mais ao norte dos campos ideais para o cultivo. Por outro lado, o tamanho do território da Rússia lhe permitiu negociar o espaço durante a Grande Guerra Patrótica.